# Dekodér

Obecná značka dekodéru

Dekodér je kombinační logický obvod, který na základě kombinační tabulky z kombinace vstupních dat (x), vstupního kódu vytváří na výstupu (y) kód jiný. Funkce dekodéru je inverzní k funkci kodéru.

## Popis
Dekodér má n vstupních signálů x0 … xn-1 jejichž kombinace vytváří na k výstupech y0 … yk-1 jinou kombinaci signálů. Obecně platí, že n < k. Volitelně je možno použít strobovací vstup s pro vzorkování signálu nebo signál e pro uvolnění.

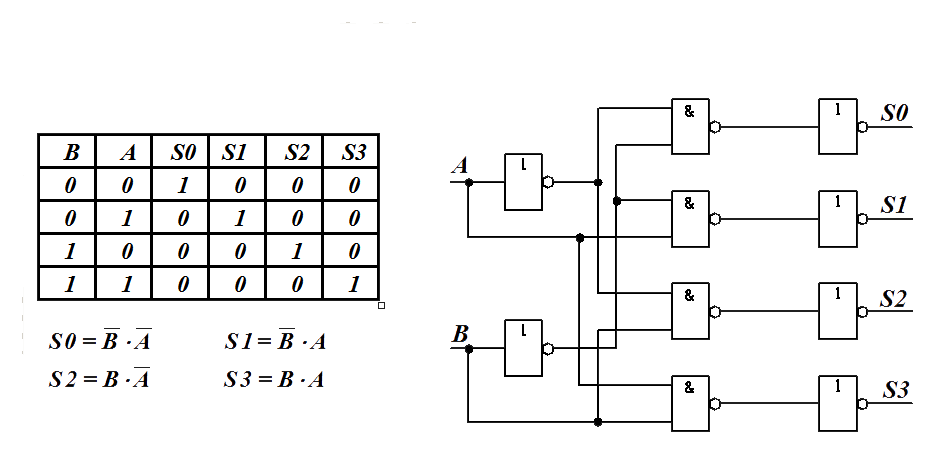
Binární dekodér s pravdivostní tabulkou(se dvěma vstupy a čtyřmi výstupy)

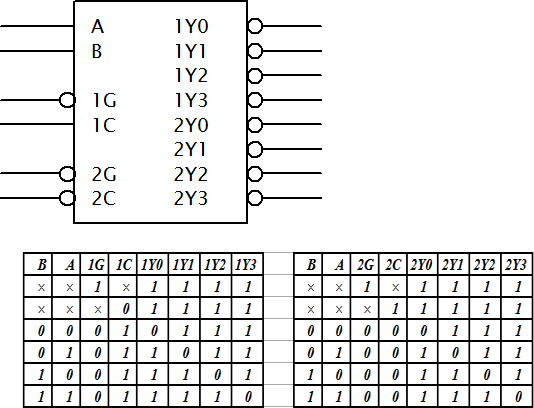
Binární dekodér typu 74155, dvojnásobný integrovaný dekodér se dvěma adresovými vstupy (A, B), vstupy blokování (1G, 2G) a vstupy synchronizace (1C, 2C)

## Příklad

### Binární dekodér
Typickým příkladem dekodéru je binární dekodér či vícenásobný demultiplexor, obvod, který binárně kódovaný vstupní signál o n bitech převádí na 2n výstupů, kódovaných jako 1 z 2n, ze kterých je v daném okamžiku aktivní pouze jeden. Číslo aktivního vstupu odpovídá binární hodnotě kombinace přivedené na vstupy. Obvodu se používá pro výběr jednoho z 2n prvků. Takový dekodér je možno použít pro adresaci paměti počítače, kde převádí část adresy na výstup 1 z n, čímž vybírá např. řádek nebo sloupec paměťové matice. Binární dekodér je principiálně podobný demultiplexoru, rozdíl spočívá v tom, že u dekodéru jsou nosičem informace adresové vstupy.
| schéma                                                 | adresa | adresa | adresa | uvolnění                                                                                                  | výstupy                                                                                                   | výstupy                                                                                                   | výstupy                                                                                                   | výstupy                                                                                                   | výstupy                                                                                                   | výstupy                                                                                                   | výstupy                                                                                                   | výstupy                                                                                                   |
| schéma                                                 | A2 | A1 | A0 | E | D7 | D6 | D5 | D4 | D3 | D2 | D1 | D0 |
| ------------------------------------------------------ | --- | --- | --- | --- | --- | --- | --- | --- | --- | --- | --- | --- |
| Schéma                                                 | | | | | | | | | | | | |
| 0                                                      | 0 | 0 | 0 | x | x | x | x | x | x | x | x | |
| 0                                                      | 0 | 0 | 1 | 0 | 0 | 0 | 0 | 0 | 0 | 0 | 1 | |
| 0                                                      | 0 | 1 | 0 | x | x | x | x | x | x | x | x | |
| 0                                                      | 0 | 1 | 1 | 0 | 0 | 0 | 0 | 0 | 0 | 1 | 0 | |
| 0                                                      | 1 | 0 | 0 | x | x | x | x | x | x | x | x | |
| 0                                                      | 1 | 0 | 1 | 0 | 0 | 0 | 0 | 0 | 1 | 0 | 0 | |
| 0                                                      | 1 | 1 | 0 | x | x | x | x | x | x | x | x | |
| 0                                                      | 1 | 1 | 1 | 0 | 0 | 0 | 0 | 1 | 0 | 0 | 0 | |
| 1                                                      | 0 | 0 | 0 | x | x | x | x | x | x | x | x | |
| 1                                                      | 0 | 0 | 1 | 0 | 0 | 0 | 1 | 0 | 0 | 0 | 0 | |
| 1                                                      | 0 | 1 | 0 | x | x | x | x | x | x | x | x | |
| 1                                                      | 0 | 1 | 1 | 0 | 0 | 1 | 0 | 0 | 0 | 0 | 0 | |
| 1                                                      | 1 | 0 | 0 | x | x | x | x | x | x | x | x | |
| 1                                                      | 1 | 0 | 1 | 0 | 1 | 0 | 0 | 0 | 0 | 0 | 0 | |
| 1                                                      | 1 | 1 | 0 | x | x | x | x | x | x | x | x | |
| 1                                                      | 1 | 1 | 1 | 1 | 0 | 0 | 0 | 0 | 0 | 0 | 0 | |
| Dekodér realizovaný pomocí logických hradel AND a NOT. | Stav výstupu závisí na typu výstupního hradla: • log. 0 • neurčitý stav u výstupu s otevřeným kolektorem. | Stav výstupu závisí na typu výstupního hradla: • log. 0 • neurčitý stav u výstupu s otevřeným kolektorem. | Stav výstupu závisí na typu výstupního hradla: • log. 0 • neurčitý stav u výstupu s otevřeným kolektorem. | Stav výstupu závisí na typu výstupního hradla: • log. 0 • neurčitý stav u výstupu s otevřeným kolektorem. | Stav výstupu závisí na typu výstupního hradla: • log. 0 • neurčitý stav u výstupu s otevřeným kolektorem. | Stav výstupu závisí na typu výstupního hradla: • log. 0 • neurčitý stav u výstupu s otevřeným kolektorem. | Stav výstupu závisí na typu výstupního hradla: • log. 0 • neurčitý stav u výstupu s otevřeným kolektorem. | Stav výstupu závisí na typu výstupního hradla: • log. 0 • neurčitý stav u výstupu s otevřeným kolektorem. | Stav výstupu závisí na typu výstupního hradla: • log. 0 • neurčitý stav u výstupu s otevřeným kolektorem. | Stav výstupu závisí na typu výstupního hradla: • log. 0 • neurčitý stav u výstupu s otevřeným kolektorem. | Stav výstupu závisí na typu výstupního hradla: • log. 0 • neurčitý stav u výstupu s otevřeným kolektorem. | Stav výstupu závisí na typu výstupního hradla: • log. 0 • neurčitý stav u výstupu s otevřeným kolektorem. |

### Kódový dekodér
Kódový dekodér převádí binárně kódovanou číslici na její zobrazení pomocí sedmisegmentového displeje, pro každou vstupní kombinaci reprezentující jedno číslo aktivuje příslušné segmenty. Vstup dekodéru je čtyřbitový, výstup sedmibitový.
| rozložení segmentů                | adresa | adresa | adresa | adresa | výstup (segmenty) | výstup (segmenty) | výstup (segmenty) | výstup (segmenty) | výstup (segmenty) | výstup (segmenty) | výstup (segmenty) | znak |
| rozložení segmentů                | a3     | a2     | a1     | a0     | g                 | f                 | e                 | d                 | c                 | b                 | a                 | znak |
| --------------------------------- | ------ | ------ | ------ | ------ | ----------------- | ----------------- | ----------------- | ----------------- | ----------------- | ----------------- | ----------------- | ---- |
| Schéma                            |        |        |        |        |                   |                   |                   |                   |                   |                   |                   |      |
| 0                                 | 0      | 0      | 0      | 0      | 1                 | 1                 | 1                 | 1                 | 1                 | 1                 | Schéma            |      |
| 0                                 | 0      | 0      | 1      | 0      | 0                 | 0                 | 0                 | 1                 | 1                 | 0                 | Schéma            |      |
| 0                                 | 0      | 1      | 0      | 1      | 0                 | 1                 | 1                 | 0                 | 1                 | 1                 | Schéma            |      |
| 0                                 | 0      | 1      | 1      | 1      | 0                 | 0                 | 1                 | 1                 | 1                 | 1                 | Schéma            |      |
| 0                                 | 1      | 0      | 0      | 1      | 1                 | 0                 | 0                 | 1                 | 1                 | 0                 | Schéma            |      |
| 0                                 | 1      | 0      | 1      | 1      | 1                 | 0                 | 1                 | 1                 | 0                 | 1                 | Schéma            |      |
| 0                                 | 1      | 1      | 0      | 1      | 1                 | 1                 | 1                 | 1                 | 0                 | 1                 | Schéma            |      |
| 0                                 | 1      | 1      | 1      | 0      | 0                 | 0                 | 0                 | 1                 | 1                 | 1                 | Schéma            |      |
| 1                                 | 0      | 0      | 0      | 1      | 1                 | 1                 | 1                 | 1                 | 1                 | 1                 | Schéma            |      |
| 1                                 | 0      | 0      | 1      | 1      | 1                 | 0                 | 1                 | 1                 | 1                 | 1                 | Schéma            |      |
| rozšíření pro hexadecimální znaky |        |        |        |        |                   |                   |                   |                   |                   |                   |                   |      |
| 1                                 | 0      | 1      | 0      | 1      | 1                 | 1                 | 0                 | 1                 | 1                 | 1                 | Schéma            |      |
| 1                                 | 0      | 1      | 1      | 1      | 1                 | 1                 | 1                 | 1                 | 0                 | 0                 | Schéma            |      |
| 1                                 | 1      | 0      | 0      | 0      | 1                 | 1                 | 1                 | 0                 | 0                 | 1                 | Schéma            |      |
| 1                                 | 1      | 0      | 1      | 1      | 0                 | 1                 | 1                 | 1                 | 1                 | 0                 | Schéma            |      |
| 1                                 | 1      | 1      | 0      | 1      | 1                 | 1                 | 1                 | 0                 | 0                 | 1                 | Schéma            |      |
| 1                                 | 1      | 1      | 1      | 1      | 1                 | 1                 | 0                 | 0                 | 0                 | 1                 | Schéma            |      |

Složitější dekodér je součástí každého procesoru, kde dekóduje operační znak instrukce (mikroinstrukce), to jest aktivuje příslušná hradla a další signály procesoru k provedení dané instrukce.